# Satchelliella canescens
Satchelliella canescens är en tvåvingeart som först beskrevs av Johann Wilhelm Meigen 1818.  Satchelliella canescens ingår i släktet Satchelliella och familjen fjärilsmyggor. Arten är reproducerande i Sverige. Inga underarter finns listade i Catalogue of Life.